# Mongoliet i olympiska sommarspelen 1976
Mongoliet deltog i de olympiska sommarspelen 1976 med en trupp bestående av 32 deltagare, 30 män och två kvinnor, vilka deltog i 29 tävlingar i fem sporter. Dzevegijn Ojdov tog en silvermedalj i brottning, vilket var landets enda medalj.

## Boxning
Lätt flugvikt
- Serdamba Batsuk
  1. Första omgången — Besegrade Enrique Rodríguez (ESP), RSC-3
  2. Andra omgången — Förlorade mot György Gedó (HUN), 0:5

## Brottning
Fjädervikt, fristil
- Zevegiin Oidov — Vann silver.

## Bågskytte
Damernas individuella tävling
- Natjav Dariimaa — 2209 poäng (→ 22:a plats)
- Gombosure Enkhtaivan — 2156 poäng (→ 24:e plats)

Herrarnas individuella tävling
- Niamtseren Biambasuren — 2256 poäng (→ 28:e plats)
- Tserendorjin Dagvadorj — 2179 poäng (→ 32:a plats)